# Вбити короля
«Вбити короля» (англ. To Kill a King) — фільм про громадянську війну в Англії режисера Майка Баркера з Тімом Ротом, Рупертом Евереттом і Дугреєм Скоттом у головних ролях. У центрі сюжету стосунки між Олівером Кромвелем і Томасом Ферфаксом у післявоєнний період з 1648 року до смерті першого в 1658 році. Сюжет включає значні розбіжності з історичними фактами.

## Сюжет
Наприкінці громадянської війни в Англії (1642—1651) війська парламенту на чолі з Томасом Ферфаксом (Дугрей Скотт) і його вірним заступником Олівером Кромвелем (1599—1658, лорд-протектор 1653—1658) (Тім Рот) перемагають, а король Чарльз I (Руперт Еверетт) потрапляє до полону. Парламент, в якому головував Дензіл Холлс, підготував до підписання договір з королем, який гарантував громадянські свободи в майбутньому. Парламентська армія ще не отримала платню і тому неспокійна, але популярність Ферфакса означає, що він здатен підтримувати порядок. Король ввічливий з лідерами парламенту, але не бажає підписувати договір і просить дозволити дружині Фейрфакса Енн (Олівія Вільямс), родина якої є роялістами, відвідати його для компанії. Ферфакс погоджується. Під час вечері з родиною Кромвеля Енн розповідає Фейрфаксу, що вона вагітна.
Король таємно домовляється з Холлесом, що якщо його відновлять на троні без підписання договору, він відшкодує збитки членам, які проголосують за нього в парламенті. Незабаром після цього Холлес пропонує провести голосування в парламенті, яке проходить завдяки підкупу його членів. Тим часом скарби таємно вивозяться з королівського палацу через підземні ходи. Кромвель вривається до покоїв короля і гнівно звинувачує його. Енн, яка стає свідком цього, шокована поведінкою Кромвеля. Кромвель і Енн стають все більш ревнивими та підозрілими один до одного.
Ферфакс і Кромвель розуміють, що для того, щоб платити армії та тримати владу короля під контролем, вони повинні взяти справу у свої руки. Вони погоджуються заарештувати кількох членів парламенту, які симпатизують королю. Ферфакс каже своїм солдатам, що їх зрадив парламент, і армія рушає на Вестмінстер. Однак Ферфакс турбується про безпеку своєї сім'ї та попереджає Холлеса, щоб той тікав до прибуття солдатів. Решту учасників заарештовують і ув'язнюють у лондонській фортеці Тауер з видом на річку Темзу, але Холлесу вдається втекти.
Кромвель захоплює одного з агентів Холлеса, який намагається продати свою частку королівських скарбів, і катує його, щоб дізнатися, хто доповідав Холлесу. Ферфакс спочатку стурбований тим, що його викриють, але чоловік посилається лише на короля. Тоді Кромвель наказує стратити його без суду і слідства. Фейрфакс обурений тим, що Кромвель використав одного з офіцерів своєї армії, щоб убити людину без суду і слідства.
Енн відвідують друзі та родичі, які стверджують, що намагаються заручитися підтримкою Фейрфакса. Коли вона припускає, що він не піде на співпрацю, вони запитують її, чи може вона допомогти їм побачити короля. Вона розповідає їм, де знаходиться сховище монарха. Вони допомагають йому втекти, але незабаром його схоплюють. Кромвель, однак, одразу розуміє, що Енн, напевно, сказала їм, де можна знайти короля, і гнівно нападає на неї.
Використовуючи свідчення Холлеса та втечу короля, Кромвель та його союзники намагаються віддати короля під суд і заздалегідь домовляються про підписання смертного вироку. Ферфакс відмовляється підписувати, але Кромвель продовжує за його відсутності. Знаючи, що суд був сфальсифікований, Ферфакс і Енн демонстративно виходять з зали під час процесу. Вони зустрічаються з рештою прихильників короля, але Ферфакс каже їм, що нічого не можна зробити, щоб врятувати короля. Тим часом в Енн трапляється викидень, і Ферфакс переживає, що він у цьому винен, попри запевнення Кромвеля.
Короля страчують у палаці Уайтхолл, але Кромвель розчарований реакцією народу. Коли він дізнається, що син і спадкоємець страченого короля, принц Чарльз, був проголошений парламентом Шотландії королем, він наказує вдертися на північ, хоча Ферфакс протестує, вважаючи що це непотрібна війна і що принца в цей час навіть не було в Шотландії. Незабаром після цього він зустрічає на вулиці чоловіка, який продає роялістські дрібнички, і страчує його, що викликає у Фейрфакса велике обурення.
Фейрфакс дізнається, що Кромвель буде призначений лордом-протектором майбутньої республіки, Сполученого Королівства Англії. Він приходить до висновку, що Кромвеля треба вбити, і наймає на допомогу старого армійського товариша, сержанта Джойса. Одразу після інавгурації Джойс і Ферфакс вбивають Кромвеля. Однак, зворушений вірністю Кромвеля, Фейрфакс розуміє, що не може піти на це. Натомість коли Джойс витягує пістолет, щоб вистрілити, він відштовхує Кромвеля від пострілу.
Джойс схоплений, і Кромвель наказує негайно стратити його. Ферфакс зізнається Кромвелю, що він організував замах, тоді Кромвель наказує заарештувати та стратити його. Однак офіцери відмовляються його заарештувати, і Фейрфаксу вдається втекти. Люди, не знаючи про його зізнання, вітають його, коли він йде. Фейрфакс повертається в село і більше не бере участі в політиці.
Через роки Ферфакс отримує звістку, що Кромвель помирає, і відвідує його на смертному ложі. Вони обговорюють своє розчарування один в одному. У закадровому голосі Фейрфакс зазначає, що більше ніколи не бачив Кромвеля, і що коли принц Чарльз відновився на троні як король Чарльз II, він наказав викопати тіло Кромвеля і виставити його на загальний огляд. Він знову шкодує, що підвів його.
Фінальний текст на екрані фільму підтверджує, що Ферфакс і Холлс були повністю помилувані королем Чарльзом II.

## Акторський склад
| Актор             | Роль                                             |
| ----------------- | ------------------------------------------------ |
| Тім Рот           | член парламенту / лорд-протектор Олівер Кромвель |
| Дугрей Скотт      | генерал-лорд Томас Ферфакс                       |
| Олівія Вільямс    | леді Енн Ферфакс                                 |
| Джеймс Болам      | Дензіл Голлз, 1-й барон Голлз                    |
| Корін Редгрейв    | Горацій Вер, 1-й барон Вер Тілберійський         |
| Фінбар Лінч       | Генрі Айретон                                    |
| Джуліан Рінд-Татт | Джеймс                                           |
| Адріан Скарборо   | сержант Джойс                                    |
| Джеремі Свіфт     | граф Вітбі                                       |
| Руперт Еверетт    | король Чарльз I                                  |

| Актор               | Роль                     |
| ------------------- | ------------------------ |
| Стівен Вебб         | Хлопчик з Нейзбі         |
| Джейк Найтінгейл    | полковник Томас Прайд    |
| Томас Л. Арнольд    | посланець у Нейзбі       |
| Сем Спрюелл         | королівський гвардієць   |
| Джуліан Ріветт      |                          |
| Річард Бреммер      | Авраам                   |
| Мелісса Кнатчбулл   | леді Маргарет            |
| Патриція Керріган   | місіс Єлизавета Кромвель |
| Джон-Пол Маклеод    | Річард Кромвель          |
| Бенедикт Камбербетч | рояліст                  |

## Виробництво
Основні зйомки проводилися в кількох місцях Англії, зокрема в Дуврському замку в Кенті (який також виконує роль Лондонського Тауера), Пеншурст-Плейс, школі Харроу, Хем-хаусі та палаці Гемптон-Корт.

## Нагороди
- 25-й Московський міжнародний кінофестиваль — 2003, Майк Баркер.[3]
- Емденський міжнародний кінофестиваль — 2003, Майк Баркер.
- Номінація на премію BAFTA — 2004, Дженні Мейхью (сценарій).[4]